# 别鸟属
别鸟（学名：Abitusavis，意为“分离的鸟”）是今鸟形类恐龙已灭绝的一个属，来自中国早白垩世义县组。属下包括单一物种李氏别鸟（Abitusavis lii），所知于一副几乎完整的骨骼。